# Мария Антуанетта Бурбон-Сицилийская
Принцесса Мария Антуанетта Бурбон-Сицилийская(итал.: Maria Antonietta Giuseppina Leopoldina di Borbone-Due Sicilie, 16 марта 1851 — 12 сентября 1938) — принцесса Королевства Обеих Сицилий, после замужества стала графиней ди Казерта.

## Брак и дети
Мария Антуанетта Бурбон-Сицилийская вышла замуж за Альфонсо Бурбон-Сицилийского, графа ди Казерта, сына короля Обеих Сицилий Фердинанда II и его жены Марии Терезы Австрийской. Супруги имели двенадцать детей:
- Фердинанд Пий Бурбон-Сицилийский, герцог ди Калабрия (1869—1960) — женился на Марии Людвиге Баварской, имели шестерых детей.
- Карлос Бурбон-Сицилийский (1870—1949) — женился первым браком на Мерседес Испанской, дочери короля Испании Альфонсо XII, вторым браком на Луизе Орлеанской.
- Франческо ди Паола Бурбон-Сицилийский (1873)
- Мария Иммакулата Бурбон-Сицилийская (1874—1947) — супруга Иоганна Георга Саксонского, детей не имели;
- Мария Кристина Бурбон-Сицилийская (1877—1947) — вышла замуж за эрцгерцога Петра Фердинанда Австрийского, принца Тосканского.
- Мария Пия Бурбон-Сицилийская (1878—1973) — супруга принца Луиша Бразильского;
- Мария Джузеппина Бурбон-Сицилийская (1880—1971), замужем не была, детей не имела.
- Дженнаро Бурбон-Сицилийский (1882—1944) - был женат на Беатрисе Бордессе, графине Вилла Колли, детей не имел
- Ренье Бурбон-Сицилийский, герцог Кастро (1883—1973) — женился на Марии Каролине Замойской.
- Филипп Бурбон-Сицилийский (1885—1949) — в браке с Марией Луизой Орлеанской, затем с Одетт Лабори;один сын от первого брака
- Франческо Бурбон-Сицилийский (1888—1914) - женат не был, детей не имел
- Габриэль Бурбон-Сицилийский (1897—1975) — 2 брака, от которых 5 детей